# 백홀
네트워크의 백홀(backhaul)은 계층적 통신 네트워크에서 코어 네트워크(백본망)과 네트워크 에지(edge) 부분의 작은 부분망들 사이의 중간 링크를 구성한다.
이러한 망과 관련하여 백홀은 패킷을 백본망으로부터 가져오거나 백본망에 전달하는 의무를 지닌다. 백홀의 사업적 정의는 QoS를 보장하는 상업적인 대규모 대역 제공자이다. 이러한 문맥에서는 전기통신업 문헌에서 자주 등장하지만, 백홀 연결은 기술적으로 정의된다기 보다는 누가 운영하고 이를 관리하는지, 또 누가 업타임(uptime)을 법적으로 책임지는지를 정의한다.
기술적 정의와 상업적 정의에서 백홀은 일반적으로 인터넷 익스체인지 포인트나 다른 코어 네트워크 액세스 지점에 대해 상업적인 대규모 접속 속도를 위해 지불되는 전 세계 인터넷과 통신하는 네트워크를 의미한다. 일부 미들 마일 네트워크가 고객 전용 LAN과 해당 익스체인지 사이에 존재한다. 이를 로컬 WAN 연결이라고 말한다.
단일 무선 셀 기지국과 통신하는 휴대전화는 로컬 하부망을 구성한다. 무선 셀 기지국과 전 세계의 나머지 기지국 사이의 연결은 인터넷 서비스 제공자의 네트워크의 코어에 대한 백홀 링크와 함께 시작한다. (상호 접속 위치를 통해) 백홀은 유선, 광섬유, 무선 요소가 포함될 수 있다.

## 같이 보기
- 광섬유
- 무선랜

## 참고 문헌
- Sauter, Martin (2009). 《Beyond 3G – Bringing Networks, Terminals and the Web Together: LTE, WiMAX, IMS, 4G Devices and the Mobile Web 2.0》. Wiley. ISBN 978-0-470-75188-6.